# Chích chòe Philippin
Chích chòe Philippin, tên khoa học Copsychus mindanensis, là một loài chim trong họ Muscicapidae. Chúng là loài đặc hữu của Philippin.